# Carpodacus roborowskii
El camachuelo de Roborowski o pinzón rosa tibetano (conocido científicamente como Carpodacus roborowskii) es una especie de ave paseriforme de la familia Fringillidae endémica de la meseta Tibetana.
El pinzón rosa fue objeto de una evaluación para su inclusión en la Lista Roja de Especies Amenazadas de la UICN en 2016. En la evaluación, el estado de conservación del Carpodacus roborowskii se ha clasificado como de Preocupación Menor.

## Taxonomía
Anteriormente se clasificaba como la única especie del género Kozlowia, pero los análisis genéticos indicaron que debía trasladarse al género Carpodacus.

## Distribución y hábitat
Se encuentra únicamente en las montañas del este de la meseta tibetana. Sus hábitats naturales son los bosques de montaña.